# Roman Drobný
Roman Drobný (* 19. října 1959, Bratislava) je bývalý slovenský fotbalista.

## Fotbalová kariéra
V československé lize hrál za ZŤS Petržalka. V československé lize nastoupil ve 12 utkáních a dal 1 gól.

## Ligová bilance
| Ročník                                   | Zápasy | Góly | Klub          |
| ---------------------------------------- | ------ | ---- | ------------- |
| 1. československá fotbalová liga 1984/85 | 12     | 1    | ZŤS Petržalka |
| CELKEM                                   | 12     | 1    |               |